# Express AM6
Express AM6 ist ein kommerzieller Kommunikationssatellit der Russian Satellite Communications Company.
Der Satellit wurde von ISS Reschetnjow (Russland) in Kooperation mit dem Radio Research and Development Institute (Russland) und der MDA Corporation (Kanada) hergestellt.
Er wurde am 21. Oktober 2014 mit einer Proton-Trägerrakete von Baikonur aus ins All geschossen, aber durch ein Versagen der Oberstufe in einen zu niedrigen Orbit gebracht. Der Satellit erreichte jedoch die Geostationäre Umlaufbahn, in dem er mit seinem eigenen Antrieb seine Bahn korrigierte.
Im Mai 2015 wurden fünf Transponder an die Eutelsat vermietet, die dem Satelliten den Namen Eutelsat 53A gaben.